# 華視與地球對話
《華視與地球對話》（英語：The CTS World News），為華視主頻於2012年3月3日起播出的國際新聞節目，是現今台灣少數全面播放國際新聞的資訊節目，現況僅在華視新聞資訊台及華視教育體育文化台播出。

## 歷史
《華視與地球對話》前身為華視2000年開播的全球頭條，2012改版成此節目。
2012年3月12號《華視與地球對話》正式於華視主頻播出，播出時間為週六上午7點，2012年9月14號開始於華視新聞資訊台播出。
2015年1月1號《華視與地球對話》播出時間改為週一至五晚間九點播出。
2021年8月13日最後一次播出，8月16日起原時段改為《華視最國際》。

## 歷任主播
由華視新聞主播輪流播報

## 相關的國際新聞節目
- 《TVBS文茜的世界周報》（TVBS國際新聞節目）
- 《東森世界日報》（東森新聞台國際新聞節目）
- 《李四端的雲端世界》（東森新闻台國際新聞節目）
- 《全球現場》（公視）
- 《Focus全球新聞》（TVBS國際新聞節目）
- 《寰宇全球新聞》（寰宇新聞台國際新聞節目）
- 《寰宇全視界》（寰宇新聞台國際新聞節目）
- 《World News 9陳雅琳世界晚報》（華視新聞資訊台、華視主頻國際新聞節目）